# Palau Micronesia Air
Palau Micronesia Air war eine palauische Fluggesellschaft, die ihren Betrieb im Dezember 2004 eingestellt hat.

## Geschichte
Palau Micronesia Air wurde im Jahr 2003 gegründet und nahm im April 2004 den Betrieb mit einer Boeing 737-300, anstatt wie ursprünglich geplant mit zwei Flugzeugen, vom Flughafen Koror auf. Die Fluggesellschaft war stark an Air New Zealand gebunden, unter deren Betriebsgenehmigung sie anfangs flog. Außerdem war Air New Zealand für die Wartung des Flugzeuges sowie der Bereitstellung von Besatzungen zuständig, bis Palau Micronesia Air ihre eigenen, ebenfalls bei Air New Zealand ausgebildeten Piloten in Dienst stellen konnte.
Am 23. Dezember 2004 beendete Palau Micronesia Air ihren Flugbetrieb. Bis dahin wurde lediglich eine Boeing 737-300 mit dem neuseeländischen Kennzeichen ZK-PLU eingesetzt.